# Ph.D. (banda)
Ph.D. foi um grupo britânico mais conhecido por seu hit Top 10 no Reino Unido "I Won't Let You Down", em abril de 1982, embora a canção tinha sido sucesso no ano anterior em toda a Europa. A banda teve o seu nome a partir das letras iniciais dos sobrenomes de seus três membros: Phillips, Hymas e Diamond. O nome foi escrito, de modo a ser um trocadilho denotando grau de doutoramento (Ph.D. = Doctor of Philosophy).

## História
O cantor Jim Diamond formou o grupo com os ex-membros do Grupo Jeff Beck, Tony Hymas e Simon Phillips no início da década de 80. Seu primeiro álbum em ( 1981), teve grande sucesso com a música "I Won't Let You Down", que alcançou o número três no Reino Unido em 1982, e o número cinco na Austrália. Após o sucesso do single, o álbum foi relançado e finalmente. and number five in Australia. Following the single's success, the album was re-issued and finally entered the UK Albums Chart.
Seu videoclipe de "Little Suzi's on the Up" foi notável por ser o quinto vídeo exibido no primeiro dia de transmissão da MTV em 1 de agosto de 1981, apesar do fato de que a música não entrou nas paradas americanas (nem nenhum Ph. D.'s singles ou álbuns).
Phillips deixou o grupo em algum momento durante a gravação de seu segundo álbum; ele toca bateria em quatro faixas. Ph.D., agora oficialmente uma dupla de Diamond e Hymas, lançou seu segundo álbum Is It Safe? em 1983. O primeiro single, "I Didn't Know", não conseguiu entrar no Top 40 do Reino Unido, mas foi bem na Europa.
Pouco tempo depois, Diamond contraiu hepatite. Impedido por sua doença de fazer uma turnê, o grupo se desfez.

## Discografia

### Álbuns
| Year | Album       | UK |
| ---- | ----------- | -- |
| 1981 | Ph.D.       | 33 |
| 1983 | Is It Safe? | -  |
| 2009 | Three       | -  |

### Singles
| Year | Song                      | UK |             |
| ---- | ------------------------- | -- | ----------- |
| 1981 | "Little Suzi's on the Up" | -  | Ph.D.       |
| 1982 | "I Won't Let You Down"    | 3  | Ph.D.       |
| 1982 | "There's No Answer To It" | -  | Ph.D.       |
| 1983 | "I Didn't Know"           | -  | Is It Safe? |
| 1983 | "Fifth Of May"            | -  | Is It Safe? |
| 2009 | "Drive Time"              | -  | Three       |